# Бенц (Узедом)
Бенц (нем. Benz) — община в Германии, в земле Мекленбург-Передняя Померания.
Входит в состав района Восточная Передняя Померания. Подчиняется управлению Узедом-Зюд. Население составляет 1013 человек (на 31 декабря 2010 года). Занимает площадь 24,50 км².
Коммуна подразделяется на 6 сельских округов.

## Ссылки

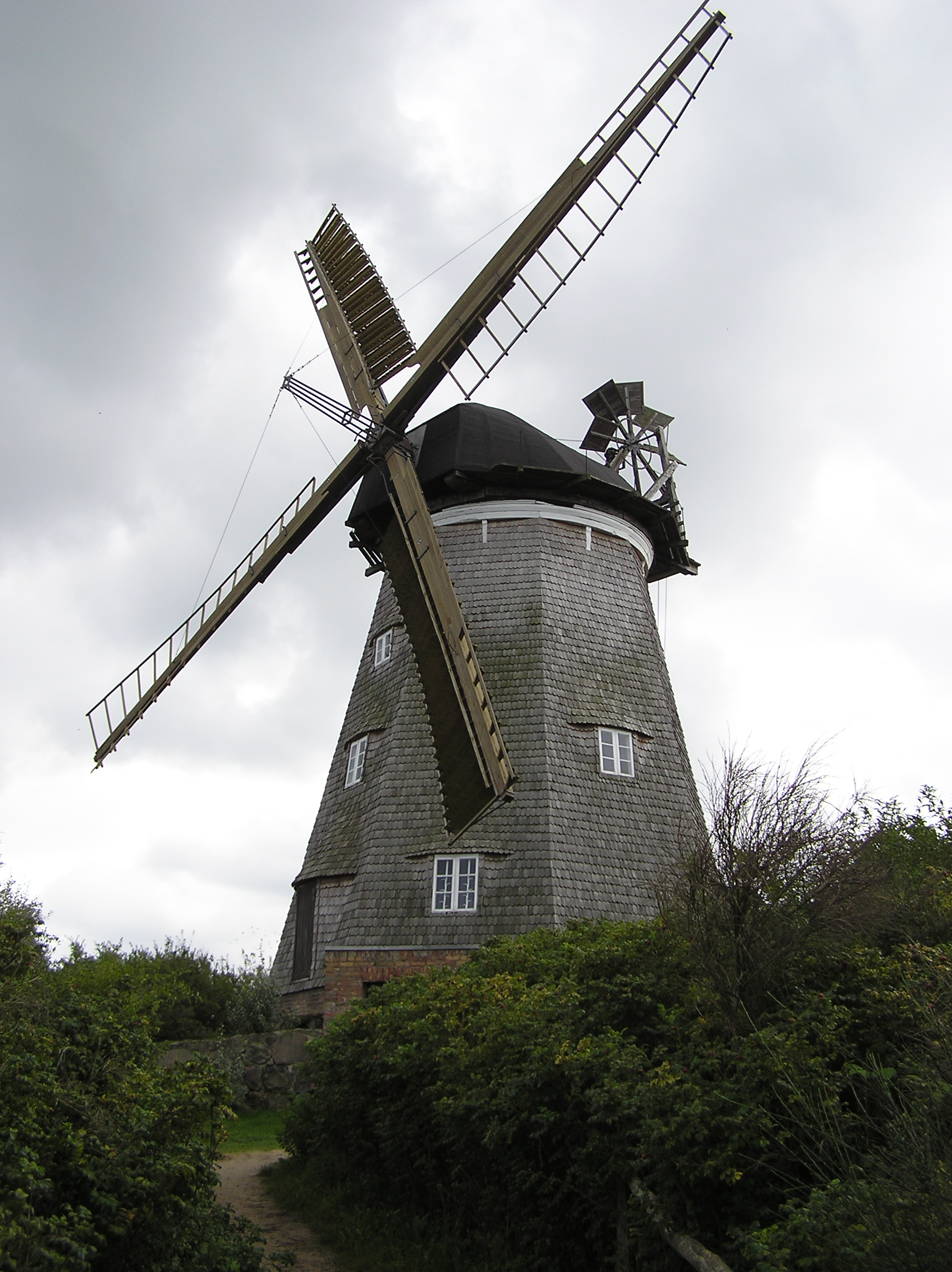
Бенц (Узедом)